# Schneekoppe (Unternehmen)
Schneekoppe ist ein deutsches Großhandelsunternehmen für Lebensmittel. Zum Kernsortiment gehören glutenfreie Produkte, die bei Zöliakie von Bedeutung sind, kalorienreduzierte Süßwaren für Diabetiker und Übergewichtige sowie Naturkostlebensmittel.
Heute vertreibt das Unternehmen über 120 Produkte (unter anderem Müsli, Müsliriegel, Fruchtschnitten, Gemüsesäfte, Apfelessig, Sojagetränke, süße Brotaufstriche und vegetarische Pasteten) und ist Marktführer im Bereich Diätprodukte für Diabetiker.

## Beschreibung
Der Ursprung des Unternehmens liegt in einem Versandhandel für Leinsamen und Leinöl, den der an Vollwerternährung interessierte, 1889 bei Breslau geborene Fritz Klein 1927 am Fuß des Riesengebirges gründete. 1945 wurde er heimatvertrieben, floh mit seiner Familie nach Nordwestdeutschland und siedelte sich in Bremen an. Er begann, Reformwaren aus Schlesien zu verkaufen, und meldete 1953 die Dachmarke Schneekoppe an, unter der anfangs 30 Produkte vermarktet wurden. Namensgebend für das Unternehmen war der höchste Berg des Riesengebirges, die Schneekoppe. Der Name wurde in Erinnerung an Kleins früheren Wohnsitz und als Symbol für die Naturreinheit der Produkte gewählt. Das stilisierte Profil des Berges ist, wenn auch im Laufe der Jahre in mehrfach abgewandelter Form, seit langem im Unternehmenslogo enthalten.
Nachdem die Mangelwirtschaft der Nachkriegszeit in Westdeutschland und Österreich durch die „Fresswelle“ der 1950er Jahre abgelöst wurde und Wohlstandskrankheiten wie Übergewicht und Diabetes zunahmen, erkannte Schneekoppe darin einen zukunftsträchtigen Markt und nahm Mitte der 1960er Jahre erstmals Produkte für Diabetiker ins Sortiment auf (kalorienreduzierte Produkte und solche mit niedriger glykämischer Last). Ebenfalls seit dieser Zeit vermarktete Schneekoppe – als erster im deutschen und österreichischen Lebensmittelhandel – Müsli (das Wort wird vom Unternehmen selbst „Müesli“ geschrieben, wie das Schweizer Birchermüesli).
Mitte/Ende der 1960er Jahre expandierte das Unternehmen mit der Errichtung eines Betriebes in Perchtoldsdorf unter dem Geschäftsführer und Namensvetter Werner Müller aus Mödling, 
im Jahre 1979 nach Österreich und gliedert sich seither in einen deutschen und einen österreichischen Zweig:
- Schneekoppe GmbH & Co. KG (Schneekoppe Deutschland)
- Schneekoppe Österreich Handels GmbH

In den 1970er Jahren kreierte das Unternehmen eine Rundfunkwerbung, in der der Markenname wie ein Echoruf in den Bergen gerufen wurde, mit sehr langgezogenem „e“ und stark hallend. Dieser einprägsame Ruf trug durch seinen hohen Wiedererkennungswert wesentlich zum – bis heute anhaltenden – sehr hohen Bekanntheitsgrad der Marke bei (98 %, nach anderen Angaben 87,6 %).
Seit 1992 ist das Unternehmen auch im östlichen Europa aktiv. Vertriebszentrale für diesen Raum ist Wien. Weltweit sind die Produkte in rund 25 Ländern erhältlich. Die Exportquote liegt bei rund 50 %.
1996 wurde das damals als Schneekoppe-Reform GmbH firmierende Unternehmen von der Laurens Spethmann Holding AG & Co. übernommen, die seinerzeit aus den Unternehmensbeteiligungen von Laurens Spethmann (u. a. Ostfriesische Tee Gesellschaft mit der Marke Milford, Onno Behrends, Meßmer) neugeschaffen worden war, und dem seit den 1980ern bestehenden Geschäftsfeld Gesunde Ernährung eingegliedert. Damals beschäftigte Schneekoppe in Deutschland 1200, im Ausland 400 Mitarbeiter.
Zum 1. Januar 2007 erwarb der Backwarenhersteller Pauly Biskuit AG aus Dessau, der dem Unternehmer Christoph Pauly gehört, die beiden Teilunternehmen und brachte sie zum 13. Februar 2007 in die von ihm neu gegründete Schneekoppe Lifestyle Holding (LSH) ein. Noch im selben Jahr veräußerte Pauly 51 % an die Auric Capital Group AG (ACG) des mit Pauly langjährig befreundeten Krefelder Unternehmers Gerald Wagener. Die Pauly Biskuit AG ist seit Jahren Auftragshersteller vieler Schneekoppe-Produkte. Im Herbst 2007 erwarb Wagener die beiden Schneekoppe-Gesellschaften als Alleineigentümer und begann, das Markenimage zu modernisieren und die Absatzmärkte auf Osteuropa auszudehnen. und verlegte den Sitz der Holding von Stendal nach Krefeld.
Seit Anfang 2009 gibt es in Berlin-Reinickendorf einen eigenen Lagerverkauf („Fitness Outlet“). In Zusammenarbeit mit dem Südwest-Verlag wurden in der Vergangenheit bereits mehrere Koch- und Backbücher für Diabetikerkost veröffentlicht.
Mit Wirkung zum 1. Juli 2009 ist die Delvena Lebensmittel-Kontor GmbH, eine Tochtergesellschaft der Kölner Pfeifer-&-Langen-Gruppe (drittgrößter deutscher Zuckerproduzent), mit 25,1 % an der LSH beteiligt. Eine Tochtergesellschaft der Delvena, die Bio-Zentrale Naturprodukte GmbH, ist ein großer Vermarkter von Bioprodukten an den deutschen Lebensmittelhandel.
Am 14. September 2010 gab das Unternehmen bekannt, eine Anleihe über 10 Mio. Euro mit einer Laufzeit von 5 Jahren zu emittieren.
Zum 6. August 2014 übernahmen die Selva Aurea GmbH, ein Unternehmen des Gesellschafters Gerald Wagener alle Anteile der Change Capital Partners LLP an der Schneekoppe Verwaltungs GmbH, der Holdinggesellschaft der Schneekoppe-Gruppe. Damit besitzt Gerald Wagener insgesamt 83 % der Holding. Den Rest halten die Peter Kölln GmbH & Co. KGaA und Firmenchef Markus Klein.
Im August 2014 beantragte die Schneekoppe Lifestyle GmbH beim Amtsgericht Tostedt (Niedersachsen) die Einleitung eines Schutzschirmverfahrens.
Am 13. August 2014 wurde die Alleinkommanditistin, die Schneekoppe Lifestyle GmbH, in die Schneekoppe GmbH umbenannt. Das Insolvenzverfahren über das Vermögen der Schneekoppe GmbH wurde am Anfang November 2014 in Eigenverwaltung eröffnet.
Am 16. Januar 2018 wurde bekannt, dass der ehemalige Fußballprofi Philipp Lahm Mehrheitseigentümer bei Schneekoppe wird.
Vom 2. Mai 2019 bis Mitte Juni 2024 waren zuerst 15, später bis zu 50 Bio-Produkte der Marke Schneekoppe bei Aldi Süd im Sortiment verfügbar. Der Vertrieb bei Aldi Süd wurde aber zugunsten einer Kooperation mit budni eingestellt.

## Unternehmenszahlen
Im Geschäftsjahr 2006 bilanzierte das Unternehmen einen Konzernumsatz von rund 93 Mio. Euro, nach anderen Angaben wurden 300 Mio. Euro Umsatz erzielt.
Im Jahr 2013 erwirtschaftet die Schneekoppe GmbH & Co. KG einen Umsatz von 15,05 Mio. Euro, was zu einem Jahresfehlbetrag von 1,64 Mio. Euro führte.

## Sonstiges
Eine Anleihe, die das Unternehmen 2011 aufgelegt hatte, war schon nach 17 Tagen vergriffen. Die Eigenkapitalquote betrug weniger als 12 Prozent.